# János Balogh
János Balogh (Debrecen, Hungría, 29 de noviembre de 1982), futbolista húngaro. Juega de portero y su actual equipo es el Heart of Midlothian de la Premier League de Escocia.

## Selección nacional
Ha sido internacional con la Selección de fútbol de Hungría, ha jugado 1 partido internacional.

## Clubes
| Club                  | País    | Año       |
| --------------------- | ------- | --------- |
| Debreceni VSC         | Hungría | 2000-2004 |
| FC Sopron             | Hungría | 2004-2005 |
| Nyíregyháza Spartacus | Hungría | 2005-2006 |
| Debreceni VSC         | Hungría | 2006-2008 |
| Heart of Midlothian   | Escocia | 2008-2012 |
| Nyíregyháza Spartacus | Hungría | 2012-     |

## Palmarés

### Campeonatos nacionales
| Título               | Club          | País    | Año  |
| -------------------- | ------------- | ------- | ---- |
| Copa de Hungría      | Debreceni VSC | Hungría | 2001 |
| Copa de Hungría      | FC Sopron     | Hungría | 2005 |
| Borsodi Liga         | Debreceni VSC | Hungría | 2007 |
| Supercopa de Hungría | Debreceni VSC | Hungría | 2007 |
| Copa de Hungría      | Debreceni VSC | Hungría | 2008 |